# Largo Winch (film)
Largo Winch  è un film del 2008 diretto da Jérôme Salle, basato sull'omonimo fumetto belga. 

## Trama
Largo è un giovane orfano che viene adottato da Nerio Winch, miliardario di origine bosniaca, per farne il suo erede. Anni dopo Nerio, fondatore e principale azionista del Gruppo, viene trovato annegato. Largo fugge da un carcere in Amazzonia e si mette alla ricerca dell'assassino per vendicare il padre adottivo e difendere i propri beni.

## Produzione
Il film è stato girato a Castellammare del Golfo, Trapani, Malta, Hong Kong, Macao, Bosnia ed Erzegovina.

## Sequel
Nel 2011 è stato realizzato un sequel intitolato Largo Winch 2, sempre diretto da Salle ed interpretato da Tomer Sisley e Sharon Stone.